# À vendre
À vendre je francouzské filmové drama z roku 1998, které natočila režisérka Laetitia Massonová podle vlastního scénáře. Pojednává o mladé ženě jménem France Robert (Sandrine Kiberlainová), která se ztratí v den své svatby. Její snoubenec Pierre (Jean-François Stévenin) si najme detektiva (Sergio Castellitto), který ji má najít. Dále ve filmu hrají například Aurore Clément, Chiara Mastroianni a Roschdy Zem. Kiberlain byla za svou roli nominována na Césara pro nejlepší herečku. Snímek byl uveden v sekci Un certain regard na 51. ročníku Filmového festivalu v Cannes v květnu 1998. Do francouzských kin byl uveden v srpnu toho roku. Rovněž byl promítán na filmových festivalech v Torontu, Chicagu či Soluni.